# Sepeti Qio
Sepeti Qio (ur. 4 listopada 1980) − fidżyjski bokser kategorii lekkiej.

## Kariera amatorska
W 2006 był uczestnikiem igrzysk Wspólnoty Narodów, startując w kategorii lekkiej. Udział zakończył na swojej pierwszej walce, przegrywając z Rasheedem Lawalem. 
W 2004 był mistrzem igrzysk fidżyjskich, a w 2003 wicemistrzem.